# Adam S. Niedzielski

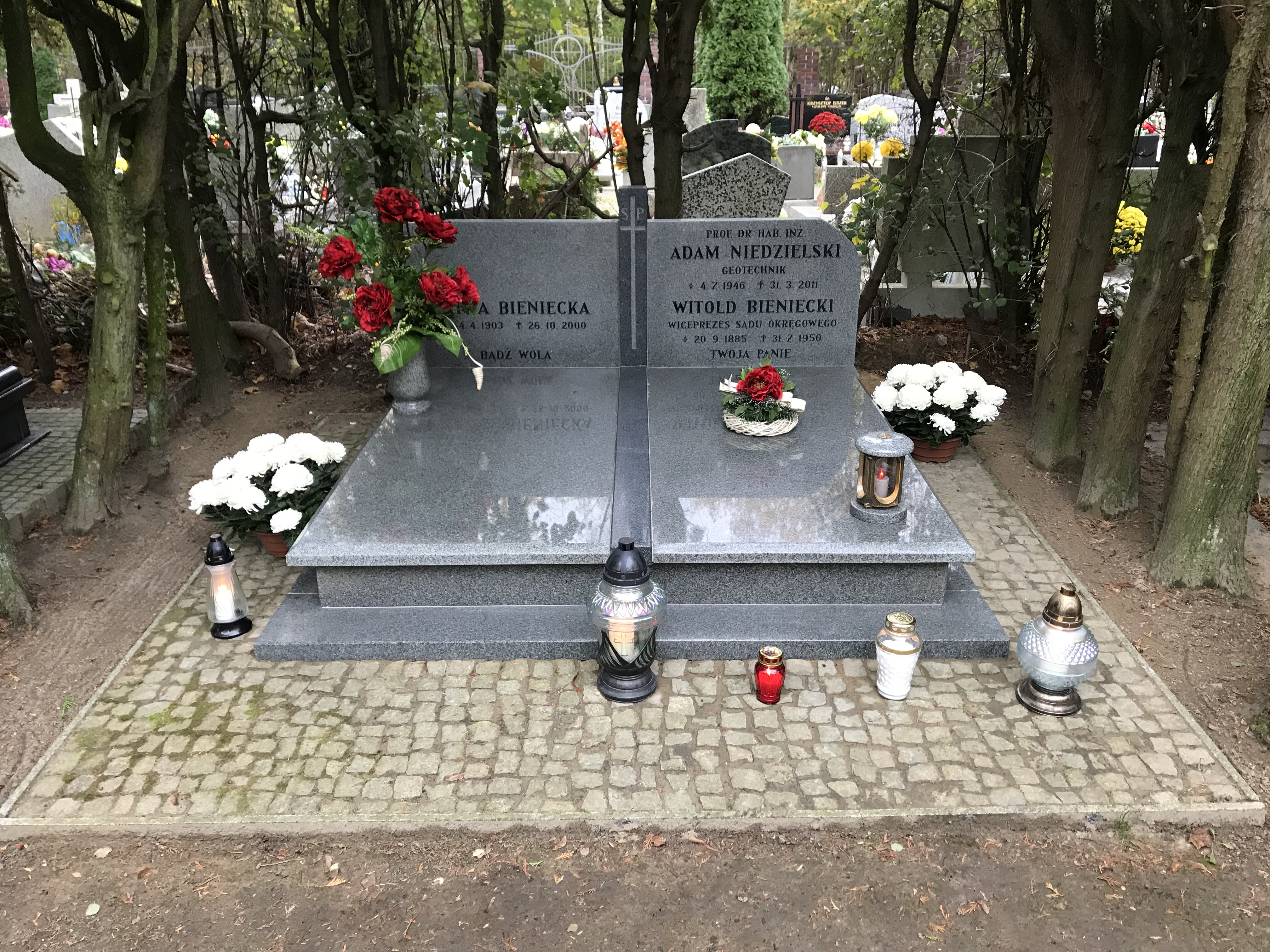
Grób profesora Adama Niedzielskiego na cmentarzu św. Jana Vianneya w Poznaniu

Adam Stanisław Niedzielski (ur. 4 lipca 1946 w Wierzchowie, zm. 31 marca 2011 w Poznaniu) – polski geotechnik, profesor nauk rolniczych, wykładowca akademicki. W latach 1993–1999 prodziekan Wydziału Melioracji i Inżynierii Środowiska Akademii Rolniczej im. Augusta Cieszkowskiego (obecnie Uniwersytetu Przyrodniczego) w Poznaniu. Od 2006 do śmierci – kierownik Katedry Geotechniki na Uniwersytecie Przyrodniczym w Poznaniu.

## Życiorys
Szkołę podstawową ukończył w Mosinie, a następnie był uczniem i absolwentem III Liceum Ogólnokształcącego w Poznaniu. Studia wyższe na Wydziale Melioracji Wodnych Wyższej Szkoły Rolniczej (później AR i UP) w Poznaniu ukończył w 1969. Następnie został asystentem (1969), adiunktem (1977), doktorem habilitowanym nauk rolniczych w zakresie kształtowania środowiska, specjalności geotechnika (1995), profesorem nadzwyczajnym Akademii Rolniczej im. A. Cieszkowskiego w Poznaniu (2001). Tytuł profesora nauk rolniczych w zakresie kształtowania środowiska otrzymał 22 czerwca 2006 z rąk Prezydenta Lecha Kaczyńskiego.
Był kierownikiem Pracowni Budownictwa Ziemnego (2000), a od 2006 aż do śmierci kierownikiem Katedry Geotechniki. W latach 1993–1999 Prodziekan Wydziału Melioracji i Inżynierii Środowiska, członek Senackiej Komisji ds. Studiów (1999–2002), członek Odwoławczej Komisji Dyscyplinarnej dla Studentów (1999–2002), członek Senackiej Komisji ds. Zakładów Doświadczalnych (od 2005), przewodniczący Wydziałowej Komisji ds. Planów i Programów Studiów i członek Wydziałowej Komisji ds. Studiów.
Prowadził zajęcia z geometrii wykreślnej, budownictwa ziemnego, gospodarki odpadami, podstaw drogownictwa, specjalistycznych robót fundamentowych oraz fundamentowania budowli.
Był członkiem Polskiego Komitetu Geotechniki (od 1977), przewodniczący Oddziału Wielkopolskiego PKG (od 1999), członek SITWM (od 1971), przewodniczący Koła Zakładowego SITWM w latach 1993–1997, od 2001 członek Zarządu Oddziału, rzeczoznawca SITWM (od 1986) w zakresie Budownictwa ziemnego i fundamentowania. Posiadał uprawnienia geologiczno-inżynierskie, VII Min. Ochr. Środ. Zasobów Naturalnych i Leśnictwa (1998).
Opublikował 40 prac, w tym m.in. Czynniki kształtujące ciśnienie pęcznienia oraz swobodne pęcznienie iłów poznańskich i warwowych, Rozprawa Naukowa Z. 238, Roczniki AR w Poznaniu, Wytyczne projektowania posadowień fundamentów na gruntach ekspansywnych, Z. P.P. R.224,1991 (praca zbiorowa pod red. J. Przystańskiego). Liczne opracowania dla praktyki inżynierskiej, m.in. nadzór specjalistyczny na budowie zapory zbiornika Jeziorsko, Murowaniec, Radzyny (1999–2000). Kierował tematem „Ocena stanu technicznego prawego wału przeciwpowodziowego rzeki Odry na odcinku 37 km na terenie byłego województwa leszczyńskiego, ze szczególnym uwzględnieniem modernizowanych odcinków, które zostały uszkodzone podczas lipcowej powodzi 1997" (opracowanie wykonane przez Katedrę Geotechniki, Katedrę Budownictwa Wodnego i Katedrę Agrometeorologii (1998).
Prywatnie był miłośnikiem kolei, turystyki kolejowej i techniki transportu szynowego, a w szczególności parowozów. Do śmierci był Przewodniczącym Komisji Rewizyjnej Poznańskiego Klubu Modelarzy Kolejowych.
Pochowany jest w grobie rodzinnym na cmentarzu parafialnym św. Jana Vianneya w Poznaniu.
Żonaty z Marią Renatą, ma syna Witolda.

## Odznaczenia
Odznaczony Złotym Krzyżem Zasługi (2000) oraz Medalem Zasłużony dla Uniwersytetu Przyrodniczego w Poznaniu. Wyróżniony Srebrną (1986) i Złotą Odznaką SITWM (2001).